# نهر بوجان

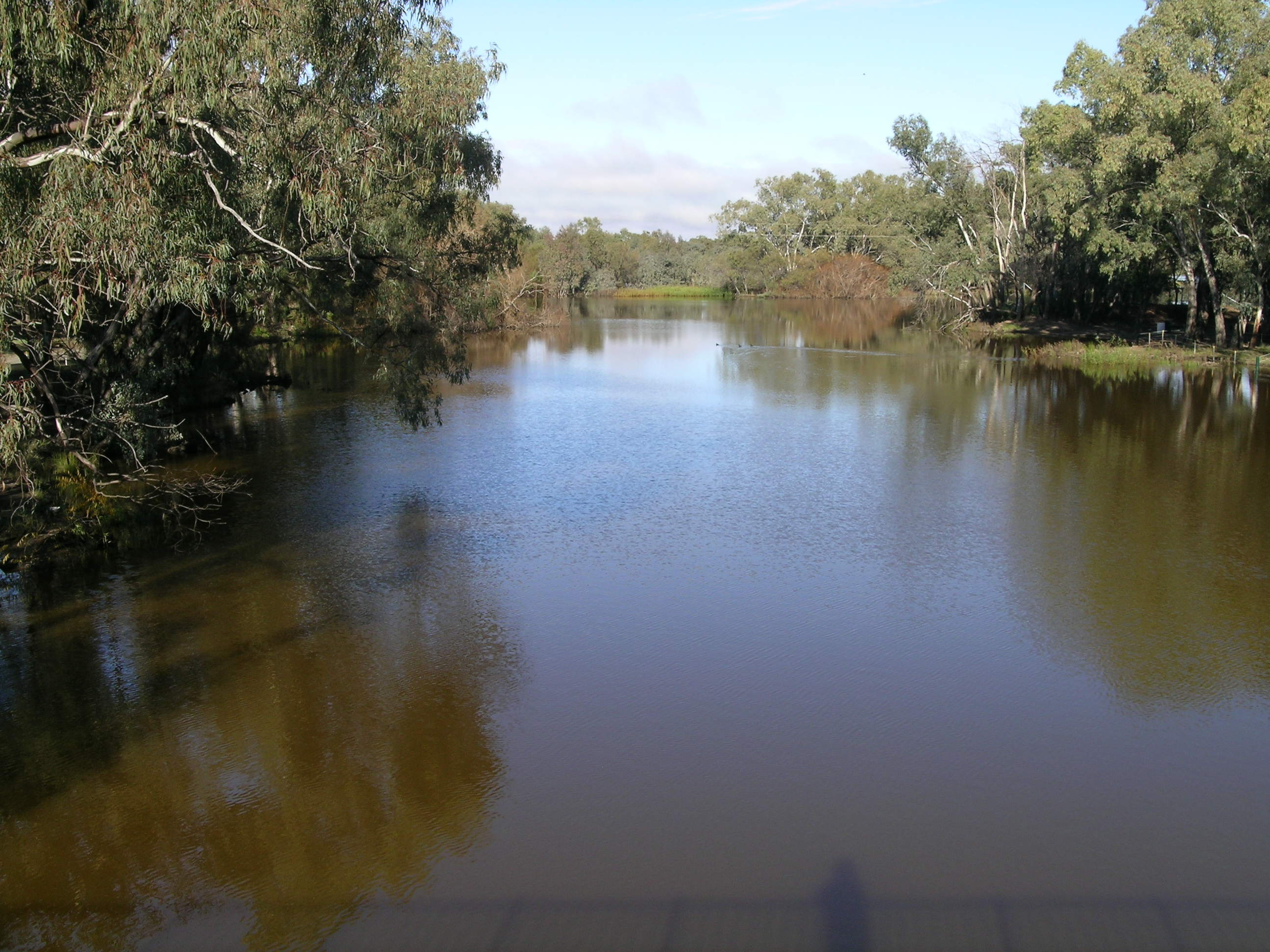
نهر بوجان
نهر بوجان بالإنجليزية (Bogan River): هو نهر ثانوي في المركز الغربي ومنطقة أوراناOrana بنيوساوث ويلز, أستراليا, من منبعه بجانب باركس Parkes يجري لمسافة 617كم ثم يصب في نهر بوجان الصغير لتشكيل نهر دارلينج بالرب من مدينة بورك, نهر بوجان يشكل جزءا من مستجمعات مياه نهر ماكواري-بوجان Macquarie-Bogan والذي هو جزء من حوض موراي دارلينغ, مساحة حوض النهر 18000 كم2, نهر بوجان لديه أكثر من عشرين رافد الروافد الرئيسية في الغرب وهي: Bullock, Bulbodney, Pangee and Whitbarrow Creeks, وإلى الشرق رافد Mulla Cowal.
مترجم من Bogan River
1. ↑   http://maps.bonzle.com/c/a?a=p&p=210025&cmd=sp. {{استشهاد ويب}}: |url= بحاجة لعنوان (مساعدة) والوسيط |title= غير موجود أو فارغ (من ويكي بيانات) (مساعدة)